# Битва при Капоретто

Мемориальная доска в окрестностях Бовца, Словения.

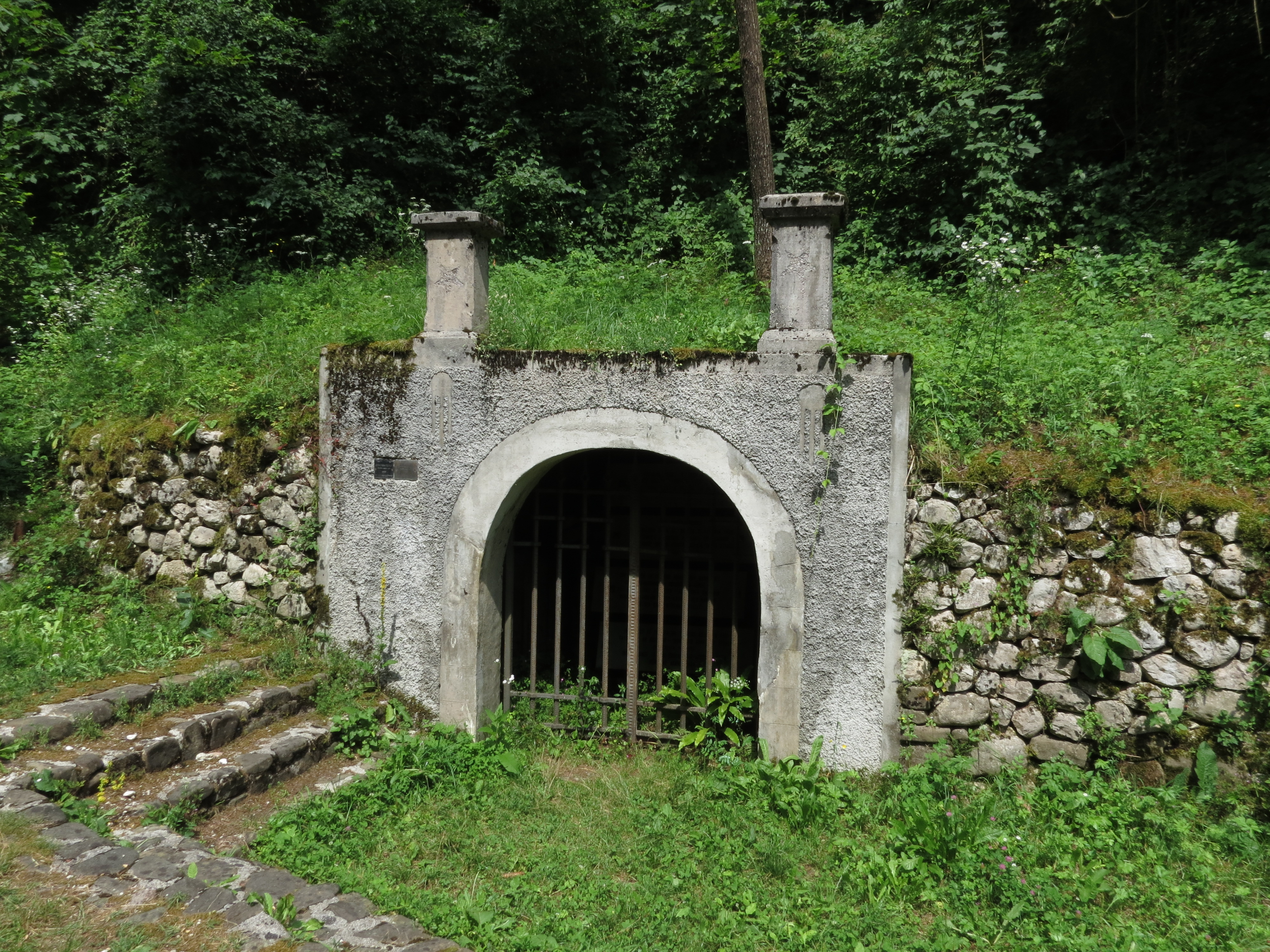
Окрестности Бовца, Словения, место применения химического оружия.

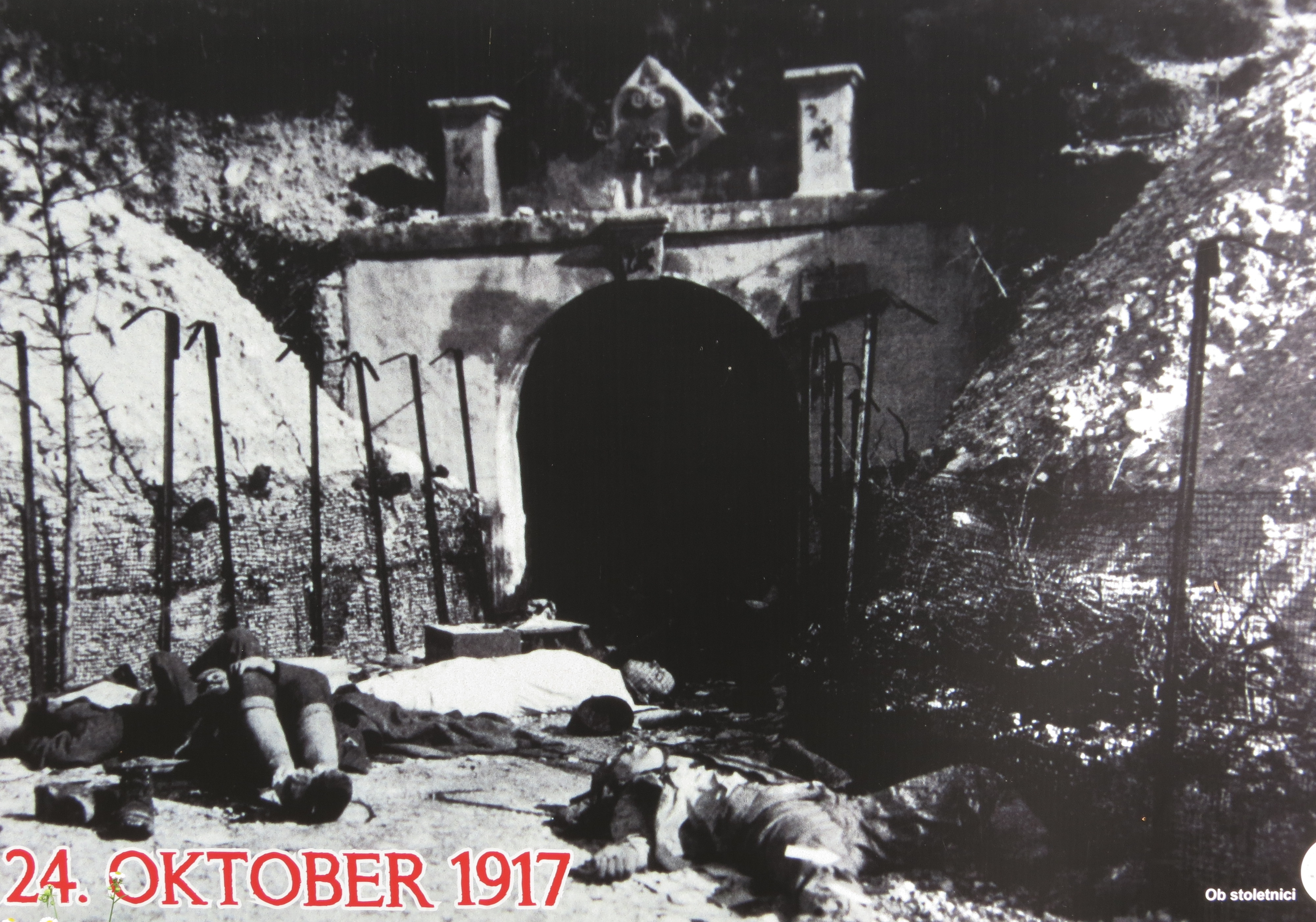
Бовец 24 октября 1917 года.

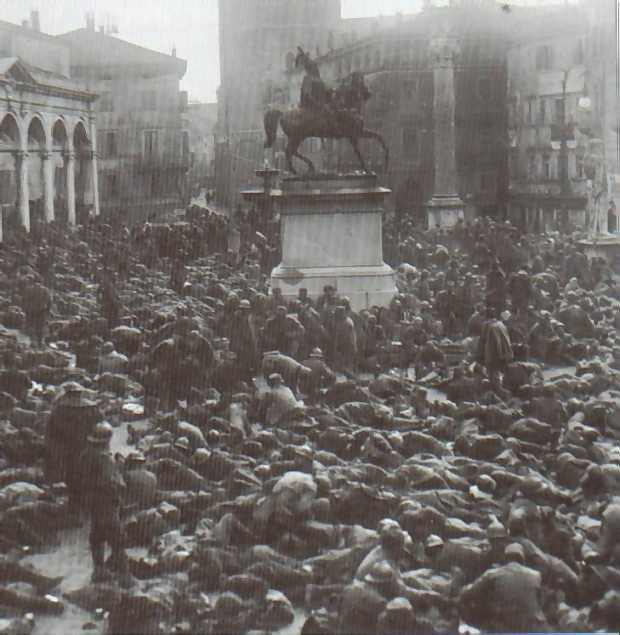
Отступающая 2-я итальянская армия в Удине.

Би́тва при Капоре́тто или Двена́дцатая би́тва при Изо́нцо (нем. Zwölfte Isonzoschlacht) — широкомасштабное наступление австро-германских войск на позиции итальянской армии в окрестностях итальянского города Капоретто, проводившееся 24 октября — декабрь 1917 года в ходе Первой мировой войны. Является одним из крупнейших сражений времён Первой мировой войны.

## Перед наступлением
К началу осени 1917 года положение австро-венгерской армии на итальянском фронте Первой мировой войны вызывало опасения у австро-венгерского командования. Затруднительное положение австрийцев стало следствием наступлений Королевской итальянской армии летом этого же года. Спасти положение можно было только наступлением, для осуществления которого австрийское командование обратилось за помощью к Германской империи.
Германское командование откликнулось на просьбу союзницы и предоставило Австро-Венгрии семь дивизий и 776 орудий. Центральные державы создали ударную группировку, которая состояла из восьми австро-венгерских и семи германских дивизий. Ударная группировка была объединена в 14-ю армию. Армия имела достаточное число тяжёлой артиллерии для прорыва позиционного фронта.
По замыслу австро-германского командования 14-я армия наносила главный удар в районе Тольмино. От 207 до 259 орудий располагалось на 1 км фронта. Такая плотность артиллерии была самой высокой в истории Первой мировой войны. Наступление 14-й армии поддерживали австро-венгерские армии — справа 11-я армия, слева 2-я Изонцская.
Итальянцам были известны планы противника. Разведка установила перегруппировку войск и прибытие германских сил на Итальянский фронт. Но должных мер итальянским командованием принято не было.

## Начало наступления

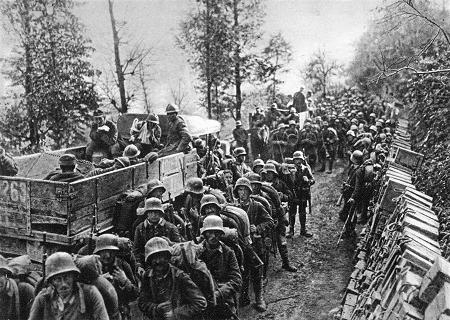
Наступающие немецкие войска.

Ночью 24 октября 1917 года артиллерия австро-германских войск начала обстрел позиций Королевской итальянской армии. Также применялись химические снаряды. Огонь вёлся по артиллерийским позициям, путям сообщения, командным пунктам. В очень короткое время окопы, убежища и блиндажи были разрушены и вся связь между командными пунктами и передовыми позициями прервана. Химическая атака принесла свои результаты, итальянские средства химической защиты были несовершенны. Итальянская оборона была полностью дезорганизована.
В 8:00 австро-германская пехота перешла в наступление, фронт был прорван в двух местах. В первые часы прорыва атакующие продвинулись на 6 км, захватили Плеццо и Капоретто.
К 26 октября прорыв достиг ширины 28—30 км и 10—15 км в глубину. Главнокомандующий Королевской итальянской армией Луиджи Кадорна приказал войскам отступить на реку Тальяменто, итальянская армия была вынуждена спешно отходить, оставляя свои позиции. Но отступление также не было организовано. В итальянской армии царила паника, ещё больший хаос в колонны отступающих войск вносили тысячи беженцев.

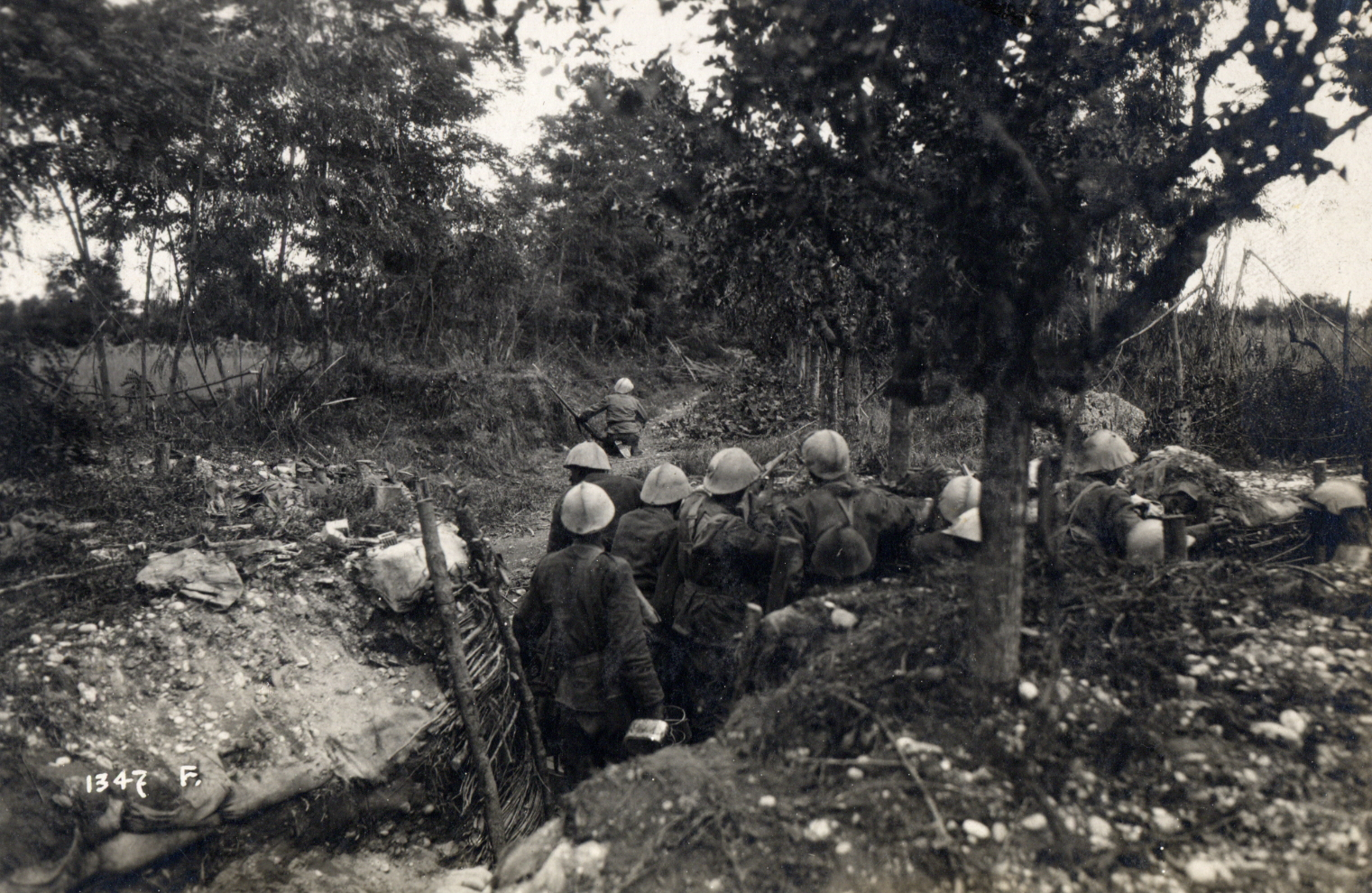
Оборонительные позиции итальянской армии на реке Пьяве.

## Продолжение наступления

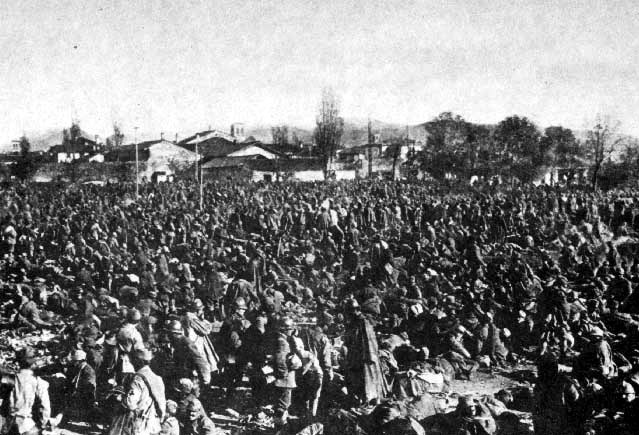
Итальянские военнопленные в Чивидале-дель-Фриули.

Англия и Франция, видя катастрофическое положение Италии, заявили о предоставлении помощи союзнице.
К 30 октября 1917 года в Италию стали прибывать английские и французские дивизии. Это оказало ободряющее влияние на итальянские войска. Катастрофа при Капоретто вынудила уйти в отставку правительство Италии. Новое правительство во главе с Витторио Эмануэле Орландо принялось за решительные меры по укреплению обороны на фронте.
8 ноября 1917 года Луиджи Кадорна был отправлен в отставку, его место занял Армандо Диас.
Итальянцам не удалось удержать наступавших у реки Тальяменто. Форсировав её, австро-германцы продолжали наступление. Итальянская армия была вынуждена продолжить отход за реку Пьяве. Австрийское наступление стало замедляться, прервалась связь между некоторыми частями, не было необходимых ресурсов для восстановления, и итальянская армия получила очень своевременный отдых. 9 ноября последние итальянские силы переправили через Пьяве. Всего итальянская армия отступила вглубь своей территории на 70—110 км.
Итальянская армия понесла колоссальные потери как в людских силах, так и в вооружении. Итальянское командование вынуждено было бросать в бой неподготовленных 18-летних новобранцев, которые только прибыли на фронт.
С 11 ноября по 19 ноября 1917 года возобновилось наступление, в ходе которого итальянцам всё же удалось удержать занятые позиции.

## Завершение наступления
В ходе «второй волны» наступления (11—19 ноября 1917 года) итальянцы даже начали переходить в контратаки и не дали австро-германцам захватить укрепления на реке Пьяве.
К 29 ноября 1917 года новая укреплённая линия итальянской обороны была готова. Большой участок обороны заняли английские и французские войска. К началу декабря наступление прекратилось, итальянской армии удалось организовать новую линию обороны.

## Итоги битвы при Капоретто
Операция при Капоретто является одной из самых значительных в истории Первой мировой войны. В ней с обеих сторон приняли участие свыше 2,5 млн человек. Австро-германское командование осуществило одну из немногих успешных операций по прорыву позиционного фронта в Первой мировой войне. Она обеспечивалась соблюдением строгой секретности, маскировкой сосредоточения войск, короткой артиллерийской подготовкой (6 часов). Итальянская армия сменила главнокомандующего, а на итальянском фронте появились войска Антанты.

## В художественной литературе
- Битва при Капоретто и отступление итальянских войск описаны в одной из частей романа Эрнеста Хемингуэя «Прощай, оружие!»
- В романе Алессандро Барикко «Такая история», главе «Капоретто Мемориал».
- Бои Вюртембергского горного батальона в составе Альпийского корпуса Кайзеровской армии описывает в своей книге «Пехота наступает» Эрвин Роммель.